# ICRANet
 (janvier 2016).
ICRANet, le Réseau de centres internationaux pour l'astrophysique relativiste, est une organisation internationale qui favorise la recherche en astrophysique relativiste et dans les domaines associés. Les membres d’ICRANet sont quatre États ainsi que trois universités et centres de recherche : l’Arménie, le Brésil, l’Italie, l'État du Vatican, l’université de l'Arizona (États-Unis), l’université Stanford (États-Unis) et l'ICRA.[réf. nécessaire]
Le siège principal d’ICRANet se trouve à Pescara, en Italie.

## Histoire de la fondation d'ICRANet

### ICRA et ICRANet
L'ICRA (Centre international pour l'astrophysique relativiste) a été fondée en 1985 par Remo Ruffini (université de Rome « La Sapienza ») Riccardo Giacconi (prix Nobel de physique en 2002), Abdus Salam (prix Nobel de physique en 1979), Paul Boynton (université de Washington), George Coyne (ancien directeur de l'Observatoire du Vatican), C.W. Francis Everitt (université Stanford) et Fang Li-Zhi (université des sciences et technologies de Chine).
L'accord de création et le statut d'ICRANet ont été signés le 19 mars 2003 ; la même année, l’Arménie et l’État du Vatican sont devenus membres d’ICRANet. L’ICRANet a été créé en 2005, par une loi du Gouvernement italien, qui a été ratifiée par le Parlement et signée le 10 février 2005 par le président de la République italienne Carlo Azeglio Ciampi. Ses membres fondateurs sont l’Arménie, l’Italie, l’État du Vatican, l’ICRA, l’université de l'Arizona et l’université Stanford.
Le 12 septembre 2005, le comité de direction d’ICRANet a été créé et s’est réuni pour la première fois : le professeur Remo Ruffini et le professeur Fang Li-Zhi ont été nommés respectivement directeur et président du comité. Le 19 décembre 2006, le comité scientifique d’ICRANet a été créé et le professeur Riccardo Giacconi a été élu président lors de sa première réunion.
Le 21 septembre 2005, le directeur d’ICRANet et l'Ambassadeur du Brésil à Rome, S. E. Dante Coelho de Lima, ont signé l'acte d'adhésion du Brésil à l'ICRANet. L'adhésion du Brésil, demandée par le président du Brésil Luiz Ignacio Lula da Silva, a été ratifiée à l'unanimité par le Parlement brésilien. Le 12 août 2011, la présidente du Brésil, Dilma Rousseff, a signé l'adhésion du Brésil à l’ICRANet.

### Les conférences Marcel Grossmann
Du début du 20e siècle, Gregorio Ricci Curbastro et de Tullio Levi Civita, des universités de Padoue et de La Sapienza à Rome, ont développé dans leurs travaux une nouvelle branche de la mathématique, le calcul tensoriel. Marcel Grossmann, de l’Université de Zurich, ayant une connaissance approfondie de l'école italienne de géométrie et ayant été en contact proche avec Einstein, a illustré ces concepts.
Afin de promouvoir cette importante collaboration entre physique et mathématique et célébrer cet événement historique, le professeur Remo Ruffini et le professeur Abdus Salam ont fondé en 1975 les conférences « Marcel Grossmann on Recent Developments in Theoretical and Experimental General Relativity, Gravitation, and Relativistic Field Theories (MG) », qui se tiennent tous les trois ans dans différents pays et rassemblent plus de 1000 scientifiques du monde entier.
L’ICRANet a été organisateur partenaire de l’Année mondiale de l'astronomie 2009 (AMA2009).
Dans le cadre de l'initiative de l'Organisation des Nations unies et de l'UNESCO, 2015 a été proclamée année internationale de la lumière et des techniques utilisant la lumière et a marqué le centenaire de la formulation des équations de la relativité générale d'Albert Einstein et le cinquantième anniversaire de la naissance de l'astrophysique relativiste. L’ICRANet est un des partenaires qui ont sponsorisé ces célébrations.

## Structure organisationnelle
L'organisation comprend le Directeur, le Comité de Direction et le Comité scientifique.
Le Directeur de l’ICRANet est Remo Ruffini.
L'actuel Président (2019) du Comité de direction est Francis Everitt.
La Faculté en 2019 se compose: des Professeurs Ulisses Barres de Almeida, Vladimir Belinski, Carlo Luciano Bianco, Donato Bini, Pascal Chardonnet, Christian Cherubini, Filippi Simonetta, Robert Jantzen, Roy Patrick Kerr, Hans Ohanian, Giovanni Pisani, Brian Mathew Punsly, Jorge Rueda, Remo Ruffini, Gregory Vereshchagin et She-Sheng Xue, et est soutenue par une Faculté adjointe, qui se compose de plus de trente scientifiques de renommée internationale participant aux activités de l'ICRANet, et d’environ quatre-vingts conférenciers et professeurs invités. 
L’ICRANet a signé des accords de coopération avec plus de 60 instituts, universités et centres de recherche de différents pays.

## Sièges et centres ICRANet
Le réseau ICRANet est organisé en sièges et en centres. Les accords de sièges, qui précisent les droits et les privilèges, y compris l’extraterritorialité, ont été signés pour le siège de Pescara en Italie, le siège de Rio de Janeiro au Brésil et pour le siège de Erevan en Arménie. L’accord de siège de Pescara a été ratifié le 13 mai 2010. L’accord de siège de Erevan a été unanimement approuvé par le Parlement de la République d’Arménie le 13 novembre 2015. La connexion par fibre optique entre les centres fibre optique est possible grâce aux données paneuropéennes pour la communauté de recherche et d'enseignement (GÉANT) et à travers le réseau GARR. Actuellement (2019), les centres ICRANet opérationnels sont:
- Le siège principal de l’ICRANet à Pescara, Italie[19] ;
- Le département de physique de l'université « LaSapienza » (Rome, Italie) ;
- Villa Ratti (Nice, France) ;
- Le Présidium de l'Académie nationale des sciences d'Arménie (Erevan, Arménie) ;
- Le CBPF - Centre brésilien de recherche en physique (Rio de Janeiro, Brésil) ;
- L'université de technologie d'Isfahan (Isfahan, Iran) ;
- Académie nationale des sciences du Belarus (Minsk, Biélorussie).

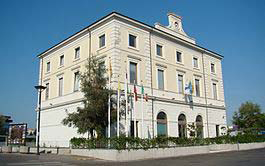
Le siège principal d’ICRANet à Pescara (Italie).
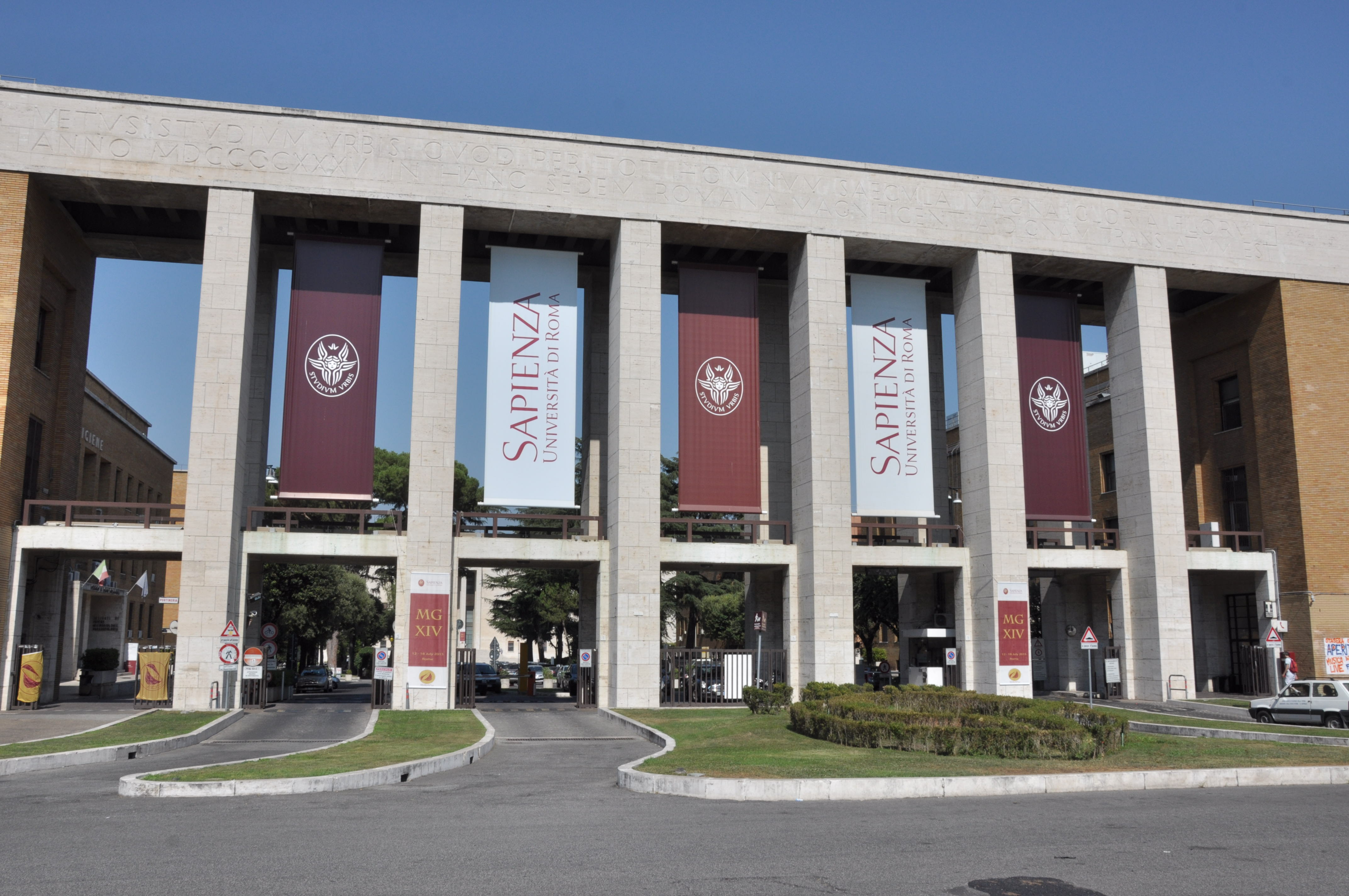
L'université de Rome « La Sapienza », où le département de physique héberge le siège d'IRCAnet à Rome, en Italie.
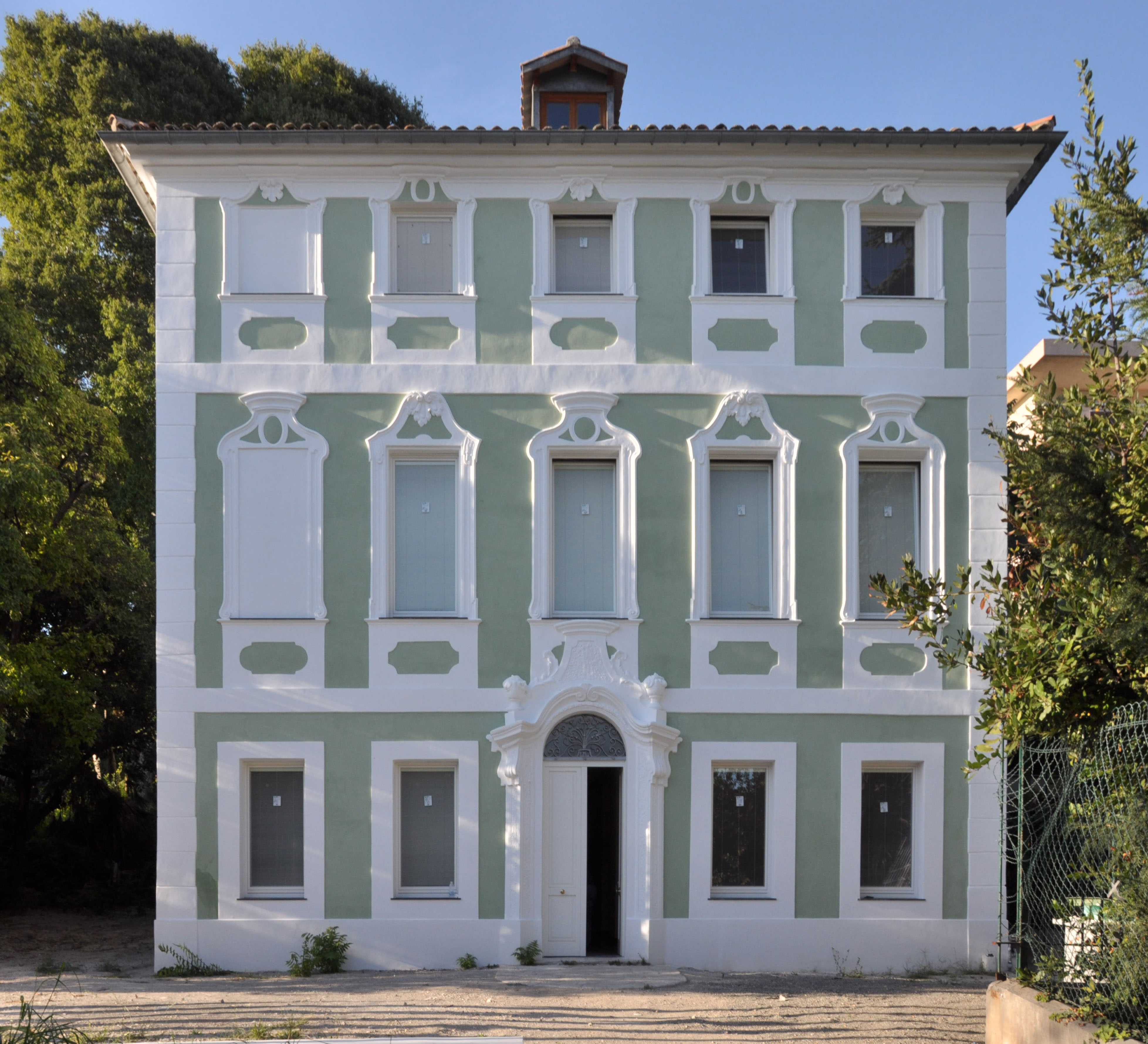
Le siège d'ICRANet à Nice, en France.

## Recherche scientifique à l'ICRANet
Les objectifs de l'ICRANet sont l’enseignement, l'éducation et la recherche dans les domaines de l'astrophysique relativiste, de la cosmologie, de la physique théorique et de la physique mathématique.
Les principales activités de l'ICRANet sont consacrées à promouvoir la coopération scientifique internationale et à poursuivre la recherche scientifique.

## Autres activités
L'Icranet participe à une série de rencontres tels les Meetings Galileo-Xu Guangqi, les rencontres Italo-coréennes sur l’astrophysique relativiste, les séminaires Stueckelberg sur les théories relativistes de Campo, les meetings Zeldovich, les séminaires sino-italien sur la Cosmologie et l'Astrophysique relativiste, et deux meetings ICRANet César Latter.